# 신시내티 스워즈
| 신시내티 스워즈 | |
| 콘퍼런스        | |
| 디비전          | 웨스트 디비전 (1971년~1973년) 사우스 디비전 (1973년~1974년)                                                                     |
| 설립연도        | 1971년 |
| 해체연도        | 1974년 |
| 역사            | 해밀턴 타이거즈 (1926년~1930년) 시러큐스 스타스 (1930년~1940년) 버펄로 바이슨스 (1940년~1970년) 신시내티 스워즈 (1971년~1974년) |
| 경기장          | 신시내티 가든 |
| 연고지          | 오하이오주 신시내티 |
| 상징색          | 남색, 노랑 |
| 구단주          | |
| 단장            | |
| 감독            | |
| NHL 제휴        | |
| ECHL 제휴       | |
| 정규시즌 우승   | 1 (1973) |
| 콘퍼런스 우승   | |
| 디비전 우승     | 1 (1973) |
| 칼더 컵         | 1 (1973) |
| 영구 결번       | |

신시내티 스워즈(Cincinnati Swords)는 미국 오하이오주 신시내티를 연고지로 하여 1971년부터 1974년까지 AHL에 소속되었던 아이스 하키팀이다.

## 역대 홈경기장
| 신시내티 스워즈 |               |          |                     |      |
| 경기장          | 사용기간      | 수용인원 | 장소                | 비고 |
| 신시내티 가든   | 1971년~1974년 | 8,016명  | 오하이오주 신시내티 | 빈칸 |